# Bearded collie
Bearded Collie – rasa psów należąca do grupy psów pasterskich i zaganiających, zaklasyfikowana do sekcji psów pasterskich (owczarskich). Nie podlega  próbom pracy.

## Rys historyczny
Rasa ta pochodzi ze Szkocji, gdzie była wykorzystywana do stróżowania i zaganiania stad owiec. Znana jest legenda o pochodzeniu tej rasy od polskiego owczarka nizinnego, według której polskie owczarki nizinne zostały porzucone na brzegach Szkocji i skrzyżowały się z miejscowymi owczarkami. Wariant tej legendy mówi, że Kazimierz Grabski, polski kupiec, w roku 1514 wymienił ziarno za owce w Szkocji i przywiózł tam sześć polskich owczarków nizinnych, żeby służyły jako psy pasterskie. Szkocki pasterz był pod takim wrażeniem zdolności pasterskich tych psów, że wymienił na nie kilka swoich owiec. Połączenie polskich i szkockich owczarków dało rasę bearded collie. Znane są też poglądy, że rasa pochodzi od psów węgierskich.

## Szata i umaszczenie
Umaszczenie rozmaite (płowe, łupkowe, brunatne, piaskowe, błękitne, szare i brązowe), niedopuszczalna jest jedynie przewaga koloru białego. Podszerstek gęsty i wełnisty, szata zewnętrzna prosta, twarda, długa i szorstka.

## Zachowanie i charakter
Psy tej rasy są bardzo inteligentne, wesołe, oddane właścicielowi i nieagresywne. Ze względu na ruchliwość psy tej rasy nadają się do uprawiania różnych dyscyplin sportowych takich jak agility czy flyball. Są wrażliwe na hałas oraz dość szczekliwe, źle znoszą samotność. Ze względu na swoją łagodną naturę bearded collie jest idealnym psem dla tych, którzy mają małe doświadczenie w wychowywaniu psa. Łatwo się przystosowuje, dzięki czemu będzie się dobrze czuł zarówno w mieście, jak i na wsi.

## Użytkowość
- Pies pasterski – sprawdza się jako opiekun stad.
- Pies policyjny – pomaga przy wykrywaniu narkotyków.
- Pies ratownik – w brygadach ratowniczych, poszukujących ofiar pod gruzami (np. po trzęsieniach ziemi), chwali się jego sprawność fizyczną i inteligencję.

## Zdrowie i pielęgnacja
Wymaga wielu zabiegów pielęgnacyjnych. Sierść szczotkuje się raz na dwa – trzy tygodnie, by uniknąć skołtunienia. Należy unikać bardzo częstego szczotkowania, by nie osłabiać włosa. Trzeba również usuwać nadmiar włosów między poduszkami palców i utrzymywać w czystości wnętrze ucha. Rasa ta jest mało podatna na choroby i niewybredna. Najbardziej typowe dla rasy schorzenia to choroba Addisona, dysplazja stawu biodrowego i defekty oczu.